# Sultan bin Saif II
Sultan bin Saif II (arabe : سلطان الثاني اليعربي) est le cinquième Imam de la dynastie Yarubide d'Oman, appartenant à la secte ibadite. Il règne de 1711 à 1718. À sa mort, laissant un jeune fils comme successeur, le pays sombre dans la guerre civile.
Sultan bin Saif II succède à son père, Saif bin Sultan, à la mort de celui-ci en 1711. Il établit sa capitale à Al-Hazm, sur la route de Rustaq jusqu'à la côte. Aujourd'hui simple village, on y trouve encore les vestiges d'une grande forteresse qu'il y fait construire vers 1710 et qui abrite son tombeau.
Lorsque Sultan bin Saif II meurt en 1718, son fils Saif bin Sultan II, alors âgé de douze ans et très populaire, devient son successeur nominal. Cependant, les oulémas élisent plutôt Muhanna, le frère aîné de Saif, comme Imam, mais celui-ci est rapidement remplacé par son cousin Ya'arab bin Bel'arab, qui doit finalement céder la place à Saif bin Sultan II. Une guerre civile éclate alors.